# Abdullah Jaroudi (ur. 1909)
Abdullah Jaroudi (ar. عبدالله جارودي; ur. w 1909, zm. ?) – libański strzelec, olimpijczyk. Jego syn Abdulllah również był strzelcem.
Brał udział w Letnich Igrzyskach Olimpijskich 1952 (Helsinki). Wziął udział w strzelaniu z karabinu małokalibrowego leżąc z 50 metrów, w którym zajął 50. miejsce (na 58 strzelców). 

## Wyniki olimpijskie
| Igrzyska | Konkurencja                       | Wynik                    | Miejsce | Źródło |
| -------- | --------------------------------- | ------------------------ | ------- | ------ |
| IO 1952  | Karabin małokalibrowy leżąc, 50 m | 384 punkty (96-96-96-96) | 50      | [ 2 ]  |